# Aeroportul Yibin Wuliangye
Aeroportul Yibin Wuliangye (IATA: YBP, ICAO: ZUYB) este un aeroport din Republica Populară Chineză ce deservește zona Yibin⁠(d). Aeroportul a fost tranzitat în 2022 de 1.119.552 de pasageri. A fost numit după zona deservită.
Situat la o altitudine de 420 m, aeroportul dispune de o singură pistă.